# Борис Бобев
Борис Колев Бобев е български офицер, генерал-майор.

## Биография
Роден е на 11 юли 1935 г. в поповското село Осиково. През 1953 г. завършва техникум. Завършил е първият три годишен висш курс на Висшето народно военно артилерийско училище „Георги Димитров“ в Шумен (30 ноември 1953 – 16 октомври 1956). От 17 октомври 1956 до 23 февруари 1961 г. е командир на 2-ри огневи взвод от 1 батарея на 16-и отделен минометен дивизион. След това е назначен като командир на първи взвод в 1 батарея от гаубичния артилерийски взвод на тридесет и трети мотострелкови полк в Звездец (24 февруари 1961 – 5 май 1963). От 6 май 1963 до 23 октомври 1964 г. е началник на отделение за подготовка на данните за стрелба на ракета 8К11 от ОТРК Р-170 8К11 на втори дивизион на 66-а армейска ракетна бригада в Ямбол. На 24 октомври 1964 г. е назначен за командир на взвод от 4-та стартова батарея към 66-а армейска ракетна бригада в Ямбол. Остава на този пост до 25 октомври 1968 г. В периода 26 октомври-14 декември 1968 г. изучава ОТРК-Р170-8К11 във Висшето народно военно артилерийско училище. След това от 15 декември 1968 до 26 юни 1970 г. е командир на 3-та стартова батарея от 2-ри ракетен дивизион на 66 армейска ракетна бригада.
От 27 юни 1970 до 5 октомври 1973 г. учи във Военната академия в София „земна артилерия-командно-щабен“ профил, след което е определен за командир на 1-ви ракетен дивизион на 66-а армейска ракетна бригада (6 октомври 1973 – 15 юни 1976). Между 16 юни 1975 и 29 септември 1978 изучава нова техника отново в артилерийското училище. Бил е началник на артилерията на двадесет и четвърта танкова бригада в Айтос (30 септември 1978 – 17 септември 1979). След това посещава курс за Ракетни войски и артилерия във Военната академия (19 септември 1979 – 14 септември 1980). Началник на Ракетни войски и артилерия на шестнадесета мотострелкова дивизия в Бургас (15 септември 1980 – 21 септември 1981). В периода 22 септември 1981 – 13 септември 1988 г. е заместник началник на Висшето народно военно артилерийско училище „Георги Димитров“, а от 14 септември 1988 до 9 септември 1992 г. и негов началник. През това време е сменено името на училището от (Висше Народно Военно Артилерийско Училище) ВНВАУ „Георги Димитров“ с (Висше Военно Училище за Артилерия и ПротивоВъздушна Отбрана) ВВУАПВО „Панайот Волов“. От 10 септември 1992 до 28 февруари 1993 е на разпореждане на Управление „Кадри“ по щат А-178 за уволнение. Пенсиониран е на 1 март 1993 г. Според Андон Дончев е уволнен дисциплинарно от министъра на отбраната Димитър Луджев, защото отказва да премахне паметника на „Георги Димитров“, който стои пред щаба на училището. Умира на 19 февруари 2006 г.

## Образование
- Техникум, 1953
- Висше народно военно артилерийско училище „Георги Димитров“ – 30 ноември 1953 – 16 октомври 1956
- Висше народно военно артилерийско училище „Георги Димитров“ – 26 октомври-14 декември 1968, курс
- Военна академия „Георги Раковски“ – 27 юни 1970 – 5 октомври 1973
- Военна академия „Георги Раковски“ – 19 септември 1979 – 14 септември 1980, курс

## Военни звания
- лейтенант – (17 октомври 1956)
- старши лейтенант – (15 декември 1959)
- капитан – (1 декември 1962)
- майор – (12 октомври 1967)
- подполковник – (26 септември 1972)
- полковник – (20 септември 1977)
- генерал-майор – (6 септември 1990)[5]

## Награди
- Медал „За безупречна служба“ – II ст.
- „9 септември 1944 г.“ – III ст. с мечове
- „Червено знаме“
- „Народна република България“ – II ст.